# Postulakirkja
Postulakirkja är ett berg i Färöarna (Kungariket Danmark).   Det ligger i sýslan Streymoyar sýsla, i den nordvästra delen av landet, 30 km nordväst om huvudstaden Tórshavn. Toppen på Postulakirkja är 370 meter över havet. Postulakirkja ligger på ön Streymoy.
Terrängen runt Postulakirkja är kuperad. Havet är nära Postulakirkja åt nordväst. Runt Postulakirkja är det ganska tätbefolkat, med 58 invånare per kvadratkilometer. Närmaste större samhälle är Vestmanna, 4,1 km sydost om Postulakirkja. Trakten runt Postulakirkja består i huvudsak av gräsmarker.